# サクセスブロッケン
サクセスブロッケン（欧字名:Success Brocken、2005年5月5日 - 2022年12月22日）は、日本の競走馬、誘導馬。
主な勝ち鞍は、2008年のジャパンダートダービー（JpnI）。2009年のフェブラリーステークス（GI）、東京大賞典（JpnI）。

## 経歴

### デビューまで

#### 誕生までの経緯
サクセスビューティは、1999年に北海道新冠町・タニグチ牧場にて生産された牝馬（父:サンデーサイレンス）である。栗東トレーニングセンターの山内研二厩舎で競走馬としてデビューし、2002年の菜の花賞（OP）、フィリーズレビュー（GII）を勝利するなど13戦3勝を記録。引退後は、繁殖牝馬として北海道浦河町の谷川牧場に繋養された。初年度はジャングルポケットと交配し、2004年に初仔（後のサクセスサーマル）を生産。同年、2回目の交配相手には、種牡馬供用初年度のシンボリクリスエスが選ばれた。

#### 幼駒時代
2005年5月5日、谷川牧場にて、2番仔である青鹿毛の牡馬（後のサクセスブロッケン）が誕生。産まれた仔は、牧場の谷川貴英代表が「膝から上は完璧。本当に良い馬だと思ったし、ダービーを意識できる馬だった」と振り返るほどだったが、前脚が大きく外向（外側に曲がって付いている）していた。外向は故障しやすく、能力発揮の妨げになる可能性があったため、日本中央競馬会の装蹄師が毎日診察し、獣医師の助言を受けるなど、矯正を試みた。しかし、効果はなく、しばらく競走馬としてデビューする見込みが立たなかった。
仔は、母や兄と同様に高嶋哲の所有が内定。競走馬デビューを目指していたが、実績のある両親にもかかわらず、検分する調教師がことごとく管理を拒否。預け先が決まらないまま離乳を迎え、浦河町の吉田ファームに移動した。吉田ファーム移動後は、細心の注意を払いながら調教を実施。吉田ファームの牧場長は、大学の馬術部時代から親交のある藤原英昭調教師に仔を紹介した。藤原は、当初その仔と初対面だと考えていたが、過去に牧場で草を食む様子に魅せられた馬がその仔であることが判明。偶然の再会から、喜んで管理を受け入れた。その後は、新ひだか町の小国スティーブルに移り、脚に気を遣いながら育成が進められた。
仔には、高嶋の用いる冠名「サクセス」に、ブロッケン現象から「ブロッケン」を組み合わせ「サクセスブロッケン」と命名。2歳に栗東トレーニングセンターの藤原厩舎に入厩した。

### 競走馬時代

#### 2-3歳（2007-08年）
藤原は、脚への負担を考え、メンバーの手薄な福島競馬場かつ、ダート競走を初戦に選択。2007年11月17日、新馬戦（1700メートル）に中舘英二が騎乗して、単勝2番人気でデビューとなった。スタートから先頭に立って逃げ、第3コーナーで加速。後方の追い上げなく独走、後方に10馬身以上の大差で入線して初勝利。2位入線は3.1秒後であり、走破タイムは2歳レコードタイムを樹立した。その後も、ダートへの出走を続け、黒竹賞（500万円以下）、ヒヤシンスステークス（OP）、端午ステークス（OP）にすべて1番人気で出走。それぞれ3馬身半差、4馬身差、5馬身差で悉く勝利し、4戦4勝、4連勝とした。藤原は「ただのダート馬と思っていない」と評した。
続いて、6月1日の東京優駿（日本ダービー）（JpnI）に参戦。クラシック登録をしていなかったため、追加登録料200万円を支払った上での出走となった。初の重賞およびGI、芝競走出走に藤原は「体もしっかりして、脚元の心配もなくなってきた。牡馬を預かったからにはダービーを目指すのは当たり前。オーナーの決断もあってのことだし、横山典騎手も分かってくれている。説明する必要もない。結果を残せると思っているよ」と話し、横山も「十分勝負になると思っていた」と語っている。皐月賞優勝馬のキャプテントゥーレが故障で回避する中、1番人気は、NHKマイルカップを勝利したディープスカイ、続く2番人気は、重賞2勝のマイネルチャールズ。サクセスブロッケンはそれに次ぐ3番人気に支持され、芝の重賞優勝馬を上回る評価となった。スタートから先行し、最終コーナーは4番手で通過。直線では全く伸びず最下位の18着に敗れた。横山は「オレの夢は終わりました。すいません。ダート馬でした。（後略）」と振り返り、藤原も「今後はダート路線でいく」と宣言した。
その後は、栗東トレーニングセンターで調整され、7月9日のジャパンダートダービー（JpnI）に参戦。単勝オッズ1.2倍の1番人気で出走した。2番手追走から第3コーナーで抜け出し、追い上げるスマートファルコンに3馬身半差をつけて先頭で入線。重賞およびGI級競走初勝利となった。
秋は園田競馬場で行われた、JBCクラシック（JpnI）に2番人気で出走。逃げに出たが、直線で1番人気のヴァーミリアンに捕まり、クビ差かわされ2着敗退した。続いてジャパンカップダート（GI）でも2番人気で出走し逃げるも、8着に敗れてダートでは初めて着外となった。続戦し、年末の東京大賞典（JpnI）では岩田康誠に乗り替わり参戦する予定だったが、岩田が騎乗停止となったために結局内田博幸が騎乗。2番手から抜け出すも、カネヒキリやヴァーミリアンにかわされ3着に敗れた。

#### 4-6歳（2009-11年）
古馬となった2009年、1月28日の川崎記念（JpnI）では2番人気で出走し、3着に敗れて4連敗とした。
続く、2月22日のフェブラリーステークス（GI）では、単勝オッズ20.6倍の6番人気で出走した。スタートからエスポワールシチーが逃げる中、それを見る好位に位置。直線では、同じく好位にいたカネヒキリ、カジノドライヴと共に3頭で追い上げ、やがてエスポワールシチーをかわして3頭の競り合いとなった。残り50メートルで一番外のサクセスブロッケンが抜け出し、カジノドライヴにクビ差をつけて先頭で入線。GI級競走2勝目となり、JRAのGIおよび重賞初勝利となった。走破タイムは、メイショウボーラーが2005年に記録した1分34秒7を0.1秒上回るレースレコードを樹立。谷川牧場は、1994年の優駿牝馬（オークス）をチョウカイキャロルで制して以来、15年ぶりのJRAGI競走勝利となった。

その後は8か月の休養となり、秋はマイルチャンピオンシップ南部杯（JpnI）で復帰。単勝1番人気に支持されたが、終始エスポワールシチーに突き離されて2着。名古屋競馬場で行われたJBCクラシックは、補欠止まりで出走が叶わず、武蔵野ステークス（GIII）に転進。1番人気の支持だったが10着。それからジャパンカップダート4着となり3連敗となった。

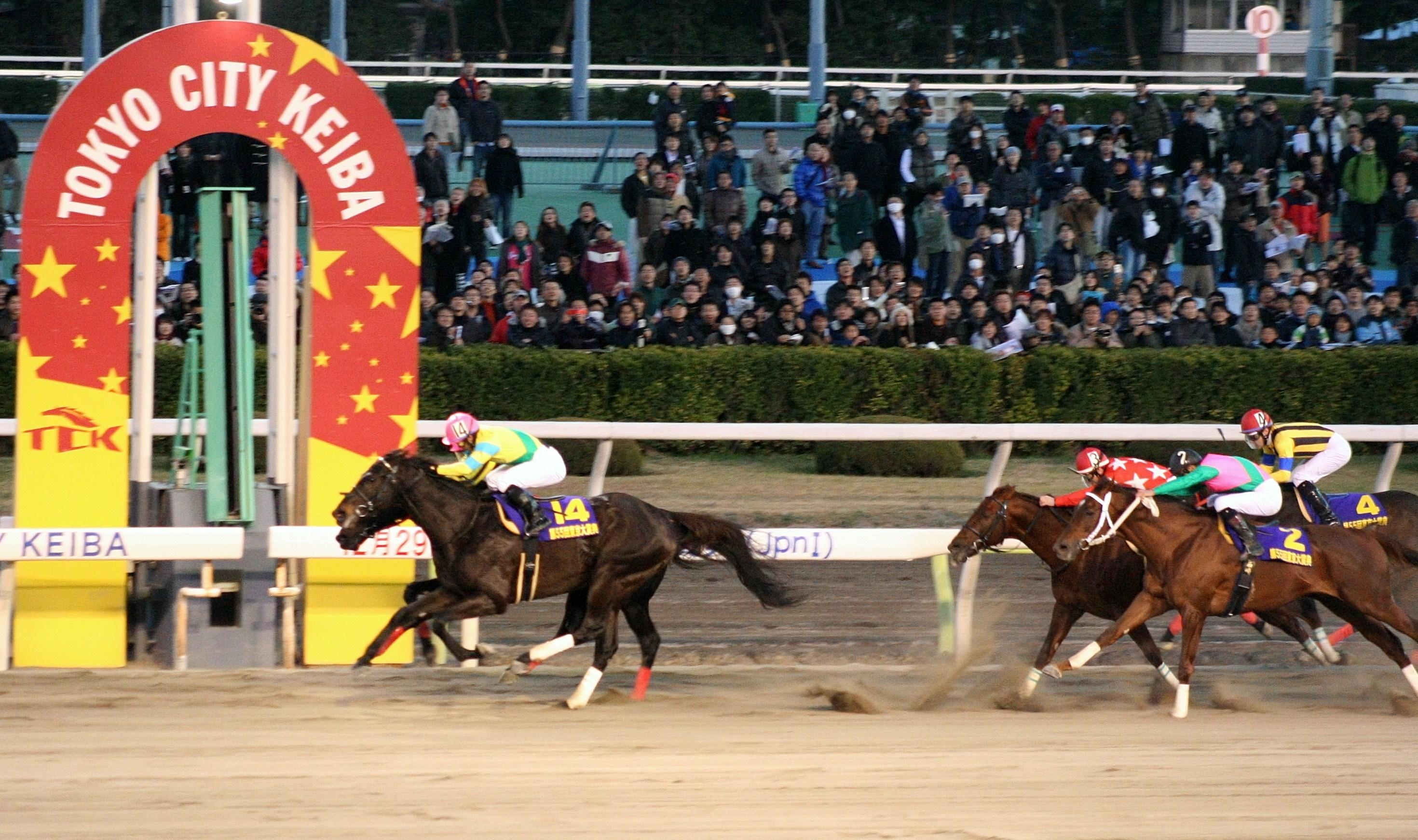
第55回東京大賞典（2009年12月29日）

続いて年末の東京大賞典に2番人気で出走。フリオーソが逃げる中、1番人気ヴァーミリアンとともに先行。直線では、ヴァーミリアンが先に抜け出し、サクセスブロッケンはその外から追い上げた。残り100メートルで2頭が並び、競り合ったまま決勝線を通過。サクセスブロッケンがハナ差だけ先着し、GI級競走3勝目を挙げた。
5歳となった2010年は、ドバイミーティング参戦を目論み、フェブラリーステークスから始動。2番人気の支持を集めて先行するも、先に抜け出したエスポワールシチーや、後方から追い込んだテスタマッタに敵わず3着。レース直後、招待を受けていたゴドルフィンマイル（G2）への参戦を決定したが、後日招待を辞退し、国内に専念した。それから、かしわ記念（JpnI）は、2番人気4着、6月の帝王賞は1番人気8着。藤原は、状態の立て直しを図るために放牧させ、秋の出走を見送り年内全休となった。6歳となった2011年、2月の根岸ステークス（GIII）で7か月ぶりに復帰するも、13着敗退。体調の悪化を理由に、その後のフェブラリーステークス出走を断念するとともに、引退を発表。2月3日付けでJRAの競走馬登録を抹消した。

### 競走馬引退後

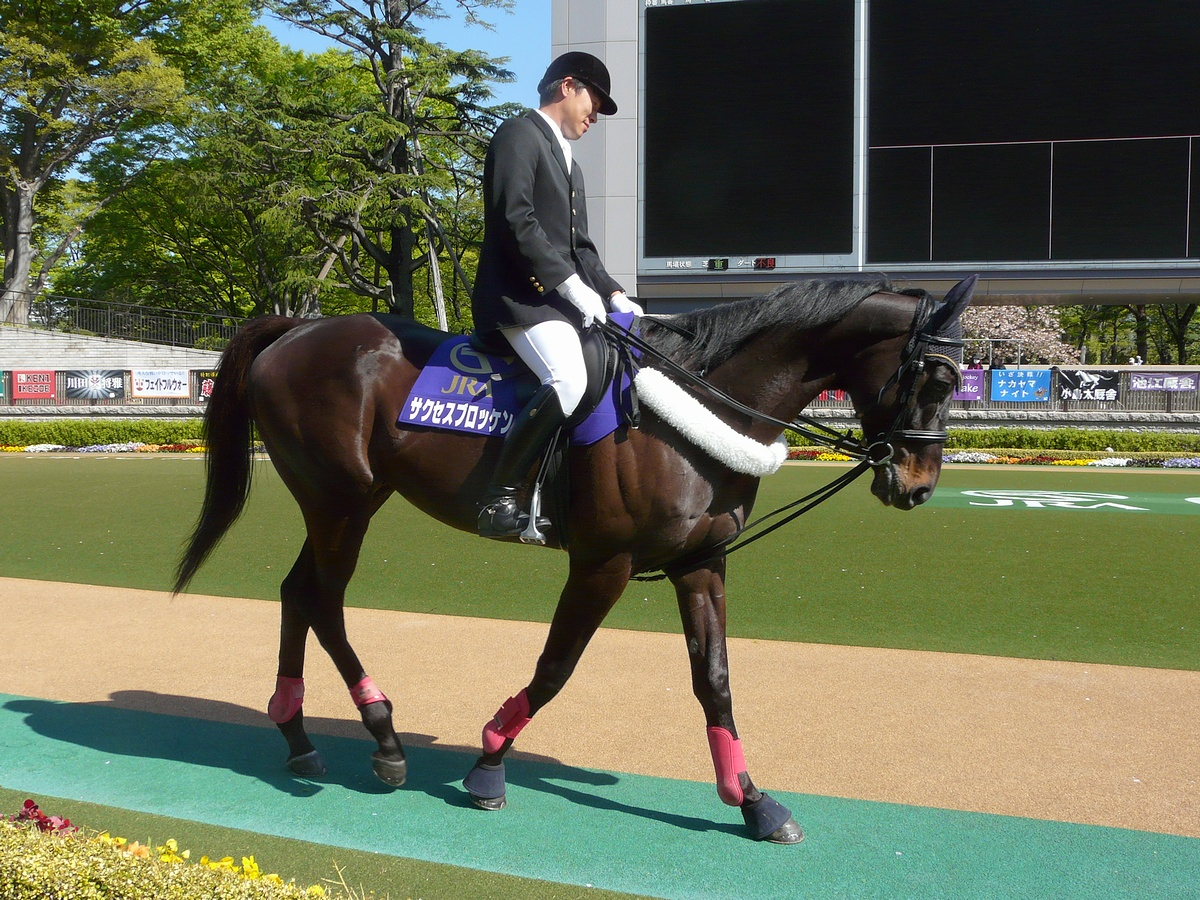
誘導馬時代（2011年4月24日）

競走馬引退後は去勢され、東京競馬場で乗馬となる。2011年の2開催では、競馬場内のローズガーデンで展示された。2012年2月からは、誘導馬に転身。インターネット上ではサクセスブロッケンの名でFacebookが開設され、1万人以上のフォロワーを集めた。自身が優勝したフェブラリーステークスでは毎年のように先導を行っていた。また2020年には、初めて東京優駿（日本ダービー）の先導を行った。
2021年2月21日、フェブラリーステークスの先導を以って誘導馬を引退。鹿児島県姶良郡湧水町のNPO法人ホーストラストへ移動し、余生を送っていた。また同年から引退名馬繋養展示事業の対象馬となっていた。
2022年12月22日、死亡した。17歳没。

## 競走成績
以下の内容は、netkeiba.comおよびJBISサーチに基づく。
| 競走日     | 競馬場 | 競走名            | 格      | 距離（馬場）  | 頭 数 | 枠 番 | 馬 番 | オッズ （人気） | 着順 | タイム （上がり3F） | 着差 | 騎手      | 斤量 [kg] | 1着馬（2着馬）         | 馬体重 [kg] |
| ---------- | ------ | ----------------- | ------- | ------------- | ----- | ----- | ----- | --------------- | ---- | ------------------- | ---- | --------- | --------- | ---------------------- | ----------- |
| 2007.11.17 | 福島   | 2歳新馬           |         | ダ1700m（良） | 11    | 8     | 11    | 003.50（2人）   | 01着 | R1:47.9（37.3）     | -3.1 | 0中舘英二 | 55        | （クリノコブオー）     | 506         |
| 2008.01.19 | 中山   | 黒竹賞            | 500万下 | ダ1800m（良） | 16    | 2     | 3     | 001.90（1人）   | 01着 | R1:53.9（38.5）     | -0.6 | 0横山典弘 | 56        | （クリールパッション） | 506         |
| 0000.02.24 | 東京   | ヒヤシンスS       | OP      | ダ1600m（良） | 11    | 7     | 9     | 001.50（1人）   | 01着 | R1:37.0（38.0）     | -0.7 | 0横山典弘 | 56        | （ダイワマックワン）   | 522         |
| 0000.05.03 | 京都   | 端午S             | OP      | ダ1800m（良） | 15    | 5     | 8     | 001.40（1人）   | 01着 | R1:51.2（37.8）     | -0.9 | 0横山典弘 | 57        | （ユビキタス）         | 512         |
| 0000.06.01 | 東京   | 東京優駿          | JpnI    | 芝2400m（良） | 18    | 1     | 2     | 008.30（3人）   | 18着 | R2:28.9（37.2）     | -2.2 | 0横山典弘 | 57        | ディープスカイ         | 502         |
| 0000.07.09 | 大井   | ジャパンDダービー | JpnI    | ダ2000m（不） | 15    | 6     | 11    | 001.20（1人）   | 01着 | R2:04.5（36.6）     | -0.6 | 0横山典弘 | 56        | （スマートファルコン） | 514         |
| 0000.11.03 | 園田   | JBCクラシック     | JpnI    | ダ1870m（良） | 12    | 1     | 1     | 002.20（2人）   | 02着 | R1:56.8（37.5）     | -0.1 | 0横山典弘 | 55        | ヴァーミリアン         | 521         |
| 0000.12.07 | 阪神   | ジャパンCダート   | GI      | ダ1800m（良） | 15    | 4     | 7     | 004.40（2人）   | 08着 | R1:49.9（37.3）     | -0.7 | 0横山典弘 | 56        | カネヒキリ             | 522         |
| 0000.12.29 | 大井   | 東京大賞典        | JpnI    | ダ2000m（良） | 10    | 7     | 8     | 005.60（3人）   | 03着 | R2:05.0（35.8）     | -0.5 | 0内田博幸 | 55        | カネヒキリ             | 512         |
| 2009.01.28 | 川崎   | 川崎記念          | JpnI    | ダ2100m（稍） | 13    | 2     | 2     | 004.90（2人）   | 03着 | R2:14.0（37.0）     | -0.7 | 0内田博幸 | 56        | カネヒキリ             | 515         |
| 0000.02.22 | 東京   | フェブラリーS     | GI      | ダ1600m（稍） | 16    | 8     | 15    | 020.60（6人）   | 01着 | R1:34.6（35.4）     | -0.0 | 0内田博幸 | 57        | （カジノドライヴ）     | 522         |
| 0000.10.12 | 盛岡   | マイルCS南部杯    | JpnI    | ダ1600m（良） | 15    | 4     | 6     | 001.80（1人）   | 02着 | R1:36.1             | -0.7 | 0内田博幸 | 57        | エスポワールシチー     | 520         |
| 0000.11.07 | 東京   | 武蔵野S           | GIII    | ダ1600m（良） | 16    | 6     | 12    | 003.80（1人）   | 10着 | R1:36.4（37.5）     | -0.9 | 0内田博幸 | 59        | ワンダーアキュート     | 526         |
| 0000.12.06 | 阪神   | ジャパンCダート   | GI      | ダ1800m（良） | 16    | 1     | 2     | 009.20（4人）   | 04着 | R1:50.7（37.6）     | -0.8 | 0内田博幸 | 57        | エスポワールシチー     | 526         |
| 0000.12.29 | 大井   | 東京大賞典        | JpnI    | ダ2000m（良） | 14    | 8     | 14    | 002.90（2人）   | 01着 | R2:05.9（36.7）     | -0.0 | 0内田博幸 | 57        | （ヴァーミリアン）     | 521         |
| 2010.02.21 | 東京   | フェブラリーS     | GI      | ダ1600m（良） | 15    | 3     | 6     | 006.40（2人）   | 03着 | R1:35.9（36.5）     | -1.0 | 0内田博幸 | 57        | エスポワールシチー     | 532         |
| 0000.05.05 | 船橋   | かしわ記念        | JpnI    | ダ1600m（良） | 14    | 3     | 4     | 005.70（2人）   | 04着 | R1:37.9（37.0）     | -1.1 | 0内田博幸 | 57        | エスポワールシチー     | 525         |
| 0000.06.30 | 大井   | 帝王賞            | JpnI    | ダ2000m（稍） | 15    | 1     | 1     | 003.00（1人）   | 08着 | R2:05.2（39.6）     | -1.8 | 0内田博幸 | 57        | フリオーソ             | 527         |
| 2011.01.30 | 東京   | 根岸S             | GIII    | ダ1400m（良） | 16    | 6     | 12    | 012.30（6人）   | 13着 | R1:25.1（37.0）     | -2.1 | 0内田博幸 | 58        | セイクリムズン         | 522         |

## 血統表
| サクセスブロッケンの血統           | サクセスブロッケンの血統              | サクセスブロッケンの血統    | （血統表の出典）            | （血統表の出典） |
| 父系                               | ロベルト系                            | ロベルト系                  | ロベルト系                  | [ § 2 ]          |
| 父 *シンボリクリスエス 1999 黒鹿毛 | 父の父Kris S. 1977 黒鹿毛             | Roberto                     | Hail to Reason              | Hail to Reason   |
| 父 *シンボリクリスエス 1999 黒鹿毛 | 父の父Kris S. 1977 黒鹿毛             | Roberto                     | Bramalea                    |                  |
| 父 *シンボリクリスエス 1999 黒鹿毛 | 父の父Kris S. 1977 黒鹿毛             | Sharp Queen                 | Princequillo                | Princequillo     |
| 父 *シンボリクリスエス 1999 黒鹿毛 | 父の父Kris S. 1977 黒鹿毛             | Sharp Queen                 | Bridgework                  |                  |
| 父 *シンボリクリスエス 1999 黒鹿毛 | 父の母Tee Kay 1991 黒鹿毛             | Gold Meridian               | Seattle Slew                | Seattle Slew     |
| 父 *シンボリクリスエス 1999 黒鹿毛 | 父の母Tee Kay 1991 黒鹿毛             | Gold Meridian               | Queen Louie                 |                  |
| 父 *シンボリクリスエス 1999 黒鹿毛 | 父の母Tee Kay 1991 黒鹿毛             | Tri Argo                    | Tri Jet                     | Tri Jet          |
| 父 *シンボリクリスエス 1999 黒鹿毛 | 父の母Tee Kay 1991 黒鹿毛             | Tri Argo                    | Hail Proudly                |                  |
| 母 サクセスビューティ 1999 黒鹿毛  | 母の父*サンデーサイレンス 1986 青鹿毛 | Halo                        | Hail to Reason              | Hail to Reason   |
| 母 サクセスビューティ 1999 黒鹿毛  | 母の父*サンデーサイレンス 1986 青鹿毛 | Halo                        | Cosmah                      |                  |
| 母 サクセスビューティ 1999 黒鹿毛  | 母の父*サンデーサイレンス 1986 青鹿毛 | Wishing Well                | Understanding               | Understanding    |
| 母 サクセスビューティ 1999 黒鹿毛  | 母の父*サンデーサイレンス 1986 青鹿毛 | Wishing Well                | Mountain Flower             |                  |
| 母 サクセスビューティ 1999 黒鹿毛  | 母の母*アワーミスレッグス 1993 黒鹿毛 | Deputy Minister             | Vice Regent                 | Vice Regent      |
| 母 サクセスビューティ 1999 黒鹿毛  | 母の母*アワーミスレッグス 1993 黒鹿毛 | Deputy Minister             | Mint Copy                   |                  |
| 母 サクセスビューティ 1999 黒鹿毛  | 母の母*アワーミスレッグス 1993 黒鹿毛 | Colonial Waters             | Pleasant Colony             | Pleasant Colony  |
| 母 サクセスビューティ 1999 黒鹿毛  | 母の母*アワーミスレッグス 1993 黒鹿毛 | Colonial Waters             | Water Cress                 |                  |
| 母系(F-No.)                        | 4号族(FN:4-r)                         | 4号族(FN:4-r)               | 4号族(FN:4-r)               | [ § 3 ]          |
| 5代内の近親交配                    | Hail to Reason 4×4･5=15.63%           | Hail to Reason 4×4･5=15.63% | Hail to Reason 4×4･5=15.63% | [ § 4 ]          |
| 出典                               | 1. 2. 3. 4.                           | 1. 2. 3. 4.                 | 1. 2. 3. 4.                 | 1. 2. 3. 4.      |

### 近親の活躍馬
3代母のColonial WatersはアメリカG1ジョンA.モリスハンデキャップの勝ち馬で、ブリーダーズカップ・ディスタフを含めてG1でたびたび2着に入っている活躍馬。その半兄にソードダンサーHの勝ち馬Southern Sultan、プリークネスステークス2着のIron Constitutionがいる。
また、いとこに東京ダービー勝ち馬のマカニビスティーがいる。